# ケンちゃんラーメン (サンヨー食品)
ケンちゃんラーメン（ケンちゃんラーメン）は、サンヨー食品から発売されていた製品。

## 概要
1988年3月末から全国展開された、サンヨー食品の子供向けカップ麺ブランド「サッポロボーイ」で発売されたカップ麺。「サッポロボーイ」ブランドの既発商品「おもしろカップ」が安定した売れ行きであったことから、当時の人気コメディアン・志村けんを冠した新たなバリエーションとして発売され、同製品のCMには本人も出演していた。当初発売されていたのはしょうゆ味とカレー味の2種類。一時、ケンちゃんたまごラーメンが販売されていた時期もあった。
製品は発売から何年経っても「新発売」と銘打っていた。この事について、発売元のサンヨー食品は「「新発売」という表記が一番分かりやすかったから」とコメントしており、志村自身がコントでネタにしていたこともあった。
製品内には志村のイラストが描かれたシルバースクラッチ型のスピードくじ付きシールが付いており、このくじに当たると景品がプレゼントされていた。
発売当初の計画では年間の販売目標を2,000万食としていたが、実際には発売から3か月後の1988年6月の時点ですでに1,900万食を販売し、同年前半のサンヨー食品の伸び率に8%貢献した。
1995年3月の時点で、発売から8年が経ったロングセラーとされていた。同年同月にはタンメン味を新たに加えた計3種類をラインナップとした。定価100円。
1996年を以て販売終了。
2020年4月20日に放送された文化放送のラジオ番組『壇蜜の耳蜜』では、ケンちゃんラーメンが好きだったというリスナーからのメールが寄せられる。これに対してパーソナリティの壇蜜もケンちゃんラーメンをよく食べていたとのことで当時を振り返り、壇は「コメディアン1人の名前がラーメンになって売られていることは凄いと思い、改めて志村けんの偉大さを実感した」という。

## スピードくじの景品
- ケンちゃんボールペン
- ケンちゃん変身消しゴム
- ビックリカードペン
- ケンちゃんパズル
- ケンちゃんレーシングカー
- ケンちゃんルーペ
- ケンちゃん望遠鏡

## 関連商品
1994年4月25日からは、姉妹商品としてカップ焼きそばの「ケンちゃんやきそば」を日本全国で発売開始した。
2012年3月28日まで放送されていた『志村軒』というテレビ番組は、「けんちゃんラーメン」（「けん」の表記が平仮名）という志村けんが店主のラーメン店が舞台であった。この番組内では「けんちゃんラーメン」というカップラーメンを視聴者にプレゼントするということが行われていた。この製品は味の時計台がプロデュースしていた。実際に売られていたこともあった。